# Faithless (album)
Faithless – pierwsza kompilacja polskiej grupy muzycznej Christ Agony. Wydawnictwo ukazało się w 1995 roku nakładem wytwórni muzycznej Baron Records. Na albumie znalazły się zremasterowane utwory pochodzące z kaset demo Sacronocturn z 1990 roku oraz Epitaph of Christ z 1992 roku. Utwory 1-4 zostały zarejestrowane w olsztyńskim Pro-Studio w październiku 1990 roku.

## Lista utworów
Opracowano na podstawie materiału źródłowego.
| Nr | Tytuł utworu           | Autorzy           | Długość |
| -- | ---------------------- | ----------------- | ------- |
| 1. | „Necrodark”            | Cezar, Ash, Żurek | 04:10   |
| 2. | „Nocturnal Symphony”   | Cezar, Ash, Żurek | 08:34   |
| 3. | „Sacronocturn”         | Cezar, Ash, Żurek | 06:52   |
| 4. | „Introlast Night”      | Cezar, Ash, Żurek | 07:23   |
| 5. | „Unvirtue Diabolical”  | Cezar, Ash, Żurek | 08:04   |
| 6. | „Faithless”            | Cezar, Ash, Żurek | 06:47   |
| 7. | „Necro`no`manticism”   | Cezar, Ash, Żurek | 06:26   |
| 8. | „Prophetical Part III” | Cezar, Ash, Żurek | 06:57   |
|    |                        |                   | 55:13   |

## Twórcy
Opracowano na podstawie materiału źródłowego.

- Cezary "Cezar" Augustynowicz - wokal prowadzący, gitara prowadząca
- Andrzej "Ash" Get - gitara basowa, wokal wspierający
- Adam "Żurek" Żuromski - perkusja
- Szymon Czech - remastering
- Beyond Promotion - produkcja muzyczna (utwory 1-4)